# Anklam
Anklam é uma cidade da Alemanha localizada no distrito de Vorpommern-Greifswald, estado de Meclemburgo-Pomerânia Ocidental.